# Palácio de Frederiksborg

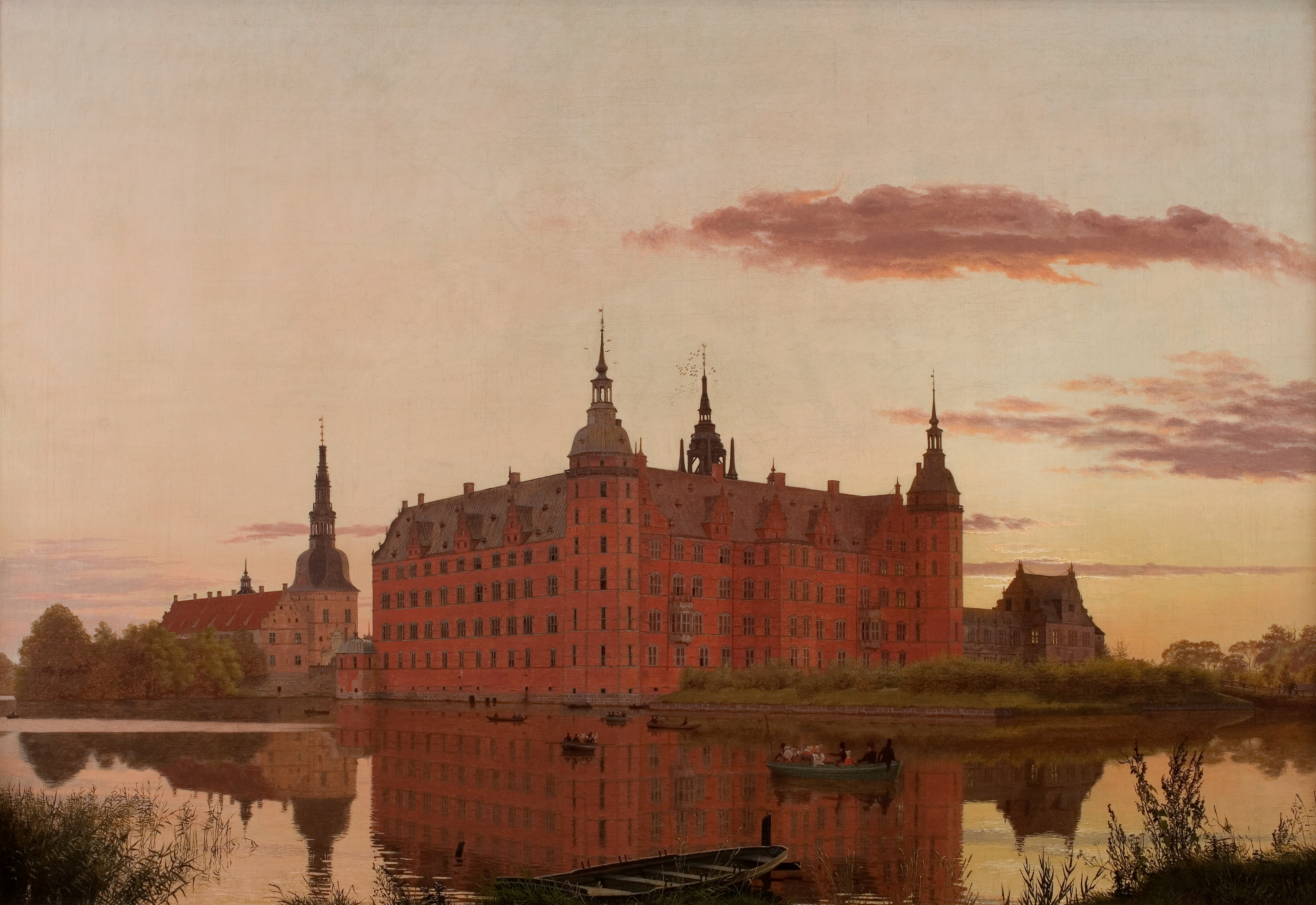
Vista do Palácio de Frederiksborg, pintado por Christen Købke (1835)

O Palácio de Frederiksborg (Frederiksborg Slot, em dinamarquês), também denominado como Castelo de Frederiksborg, está localizado em Hillerød, Condado de Frederiksborg, na Dinamarca.
Maior palácio da Escandinávia, foi construído sobre três ilhotas do  Slotssø ("lago do castelo") por Cristiano IV da Dinamarca, entre 1560 e 1630, para ser uma residência real. O seu projeto é de autoria do arquiteto Hans Van Steenwinckel, o Velho, considerado como o maior expoente do Renascimento dinamarquês.
O seu nome é em homenagem ao rei Frederico II da Dinamarca, e este edifício simboliza o poderio da monarquia absoluta dinamarquesa. Era habitado, de fato, pela Família Real, consagrado aos monarcas quando os domínios da Dinamarca se estendiam até à Noruega.
O palácio foi destruído, em 1839, por um violento incêndio, vindo a ser reconstruído posteriormente. Atualmente abriga o Museu de História Nacional da Dinamarca.